# Matcharay
Matcharay (ou Matcharai) est une localité du Cameroun située dans l'arrondissement de Meri, le département du Diamaré et la région de l’Extrême-Nord.  Elle fait partie du canton de Ouazzang.

## Population
En 1974, la localité comptait 698 habitants, des Mofu.
Lors du dernier recensement de 2005, on y a dénombré 1 598 habitants, soit 738 hommes (46,18 %) pour 860 femmes (53,82 %). Cette population représente 1,84 % de la population de la commune de Méri estimée à 86 834 personnes.